# Редин, Анатолий Семёнович
Анатолий Семёнович Редин (1918—1972) — подполковник Советской Армии, участник Великой Отечественной войны, Герой Советского Союза (1945).

## Биография
Анатолий Редин родился 11 февраля 1918 года в селе Прудки (ныне — Комаричский район Брянской области). Окончил семь классов школы и строительный техникум. В 1937 году Редин был призван на службу в Рабоче-крестьянскую Красную Армию. В 1939 году он окончил Ленинградское военно-инженерное училище. Участвовал в боях советско-финской войны. С начала Великой Отечественной войны — на её фронтах. В боях три раза был ранен.
К началу 1945 года гвардии капитан Анатолий Редин был заместителем по строевой части 107-го гвардейского отдельного сапёрного батальона 94-й гвардейской стрелковой дивизии 5-й ударной армии 1-го Белорусского фронта. Отличился во время освобождения Польши. Под руководством Редина сапёры батальона проделали в проволочных заграждениях противника 11 проходов для пехоты и 6 — для танков, что способствовало успешному прорыву вражеской обороны с Магнушевского плацдарма. В ходе форсирования Пилицы Редин со своим батальоном обеспечил переправу советских частей.
Указом Президиума Верховного Совета СССР от 27 февраля 1945 года за «умелое командование подразделением, мужество и героизм, проявленные в Варшавско-Познанской наступательной операции» гвардии капитан Анатолий Редин был удостоен высокого звания Героя Советского Союза с вручением ордена Ленина и медали «Золотая Звезда».
После окончания войны Редин продолжил службу в Советской Армии. В 1957 году в звании подполковника он был уволен в запас. Проживал и работал сначала на родине, затем в Брянске. Умер 20 марта 1972 года.
Был также награждён двумя орденами Красного Знамени, орденом Отечественной войны 2-й степени, двумя орденами Красной Звезды, рядом медалей.